# NGC 7418
NGC 7418 ist eine Balken-Spiralgalaxie mit ausgedehnten Sternentstehungsgebieten vom Hubble-Typ SBc im Sternbild Kranich am Südsternhimmel. Sie ist schätzungsweise 65 Millionen Lichtjahre von der Milchstraße entfernt und hat einen Durchmesser von etwa 70.000 Lichtjahren.
Im selben Himmelsareal befinden sich u. a. die Galaxien NGC 7421, IC 1459, IC 5264, IC 5273.
Die Supernova SN 1983Z wurde hier beobachtet.
Das Objekt wurde am 30. August 1834 von John Herschel entdeckt.